# Konrad II. von Pottendorf
Konrad II. Herr von Pottendorf  (* um 1240, 1253 erstmals genannt; † zwischen 8. November 1321 und 21. Dezember 1324) war ein österreichischer Adeliger aus dem Haus der Herren von Pottendorf, die sich urkundlich bis 1130 zurückverfolgen lassen und im Mittelalter im Herzogtum Österreich zu den bedeutendsten Familien des Herrenstandes zählten. Dies zeigt die Mutter Konrads, Euphemia von Kuenring-Weitra, die aus der bedeutendsten niederösterreichischen Ministerialenfamilie, den Kuenringern abstammt und die nicht nur wesentlich zur Vergrößerung des Besitzes, sondern auch zur Erweiterung der Verwandtschaft der Familie beitrug, wodurch Konrad II. von Kreuzrittern und sogar von bedeutenden reichsunmittelbaren Dynastien abstammt. Durch seine zweite Ehe mit Hedwig von Goldegg ergaben sich Beziehungen zu bedeutenden Familien des Herrenstandes in Salzburg und in der Steiermark.
Konrad lebte zu einer Zeit dynastischer Umbrüche im Herzogtum Österreich, die eine flexible Loyalität erforderten. Nachdem die Pottendorfer lange treue Ministerialen der Babenberger gewesen waren, wandte sich nach deren Aussterben im Jahre 1246 erst Konrads Vater Rudolf III. und später auch Konrad II. dem neuen Herzog von Österreich, Ottokar II. Přemysl Erbprinz, später König von Böhmen zu, in dessen Urkunden sie vielfach auftreten. Nach der Erklärung der Reichsacht gegen König Ottokar II. schloss sich Konrad II. mit seinen Brüdern 1275 König Rudolf I. und dessen Söhnen an.
Konrad II. wurde zum Stammvater des Astes der Herren von Pottendorf zu Ebenfurth und zu Kirchschlag in der Buckligen Welt, der sich unter seinen Enkeln in zwei Zweige – den zu Ebenfurt und den zu Kirchschlag – teilte, die fast gleichzeitig 1484/86 bzw. 1488 in männlicher Linie erloschen. In weiblicher Linie leben jedoch – insbesondere über die Herren von Liechtenstein, die Herren von Puchheim und die Herren von Zelking – Nachkommen des Konrad II. von Puchheim bis heute.

## Herkunft
Die Pottendorfer zählen zu den „Apostelgeschlechtern“ des Herzogtums Österreich, d. h. zu den Adelsgeschlechtern, die bis in die Zeit der 1246 erloschenen Herzoge von Österreich aus dem Haus der Babenberger zurückreichen.
Nach Witte-Hagenau waren sie edelfreier Herkunft, da sie sich von einem Boto aus dem Geschlecht der Aribonen, den Pfalzgrafen von Bayern ableiten.
Von diesem Poto von Pottenstein, der im Tullnerfeld begütert war, leitet sich die Sippe der edelfreien Potonen ab, deren wichtigste Zentren Pottenbrunn, Pottendorf und Aspan an der Zaya waren. Dessen Sohn Rudolf nannte sich vor 1136 nach Pottendorf.
Laut Enikels Landbuch sollen die Herren von Pottendorf als Gefolgsleute der Grafen von Sulzbach nach dem Tod von Graf Gebhard III. von Sulzbach († 1188) in den Dienst der die Babenberger eingetreten sein, als deren Ministerialen sie später nachweisbar sind.
Die zeitlich früheste Nennung der Familie enthält der Klosterneuburger Traditionskodex, wo um 1130 Gertrud von Pottendorf, die Ehefrau Rudolfs und deren Tochter Adelheid, dem 1114 von Markgraf Leopold III. gegründeten Stift Klosterneuburg zum Seelenheil ihres Gemahls Rudolf Gülten zu „Wazichindorf“ (Watzendorf bei Pulkau) schenken.

### Konrads Vater
Konrads Vater, Rudolf III. von Pottendorf († 1263) tritt erstmals 1246 in einer Urkunde Heinrichs von Seefeld in Erscheinung und lebte zu einer Zeit, als nach dem Tod von Herzog Friedrich II., genannt, der Streitbare († 15. Juni 1246); dem letzten Herzog von Österreich aus dem Haus der Babenberger, der österreichische Adel in zwei Parteien zerfiel, von denen eine für und die andere gegen die Übernahme der Herrschaft in Österreich durch Ottokar II. Přemysl (* um 1232; † 26. August 1278) (König von Böhmen von 1253 bis 1278) war, nachdem dieser 1251 von Österreich Besitz ergriffen und 1252 eine Erbtochter der Babenberger, Margarete von Babenberg (1205–1267) geheiratet hatte.
Rudolf III. von Pottendorf stand eindeutig auf der Seite von Ottokar II., da er an dem von diesem – als neuem Herzog von Österreich – im Dezember des Jahres 1251 in Korneuburg einberufenen Landtag teilnahm.
Bemerkenswert ist ein Großonkel von Konrad II., namens Konrad I. von Pottendorf, der zwischen 1194 und 1223 mehrfach urkundlich genannt wird, Pfarrherr von Großrußbach bei Korneuburg und kulturgeschichtlich von Interesse ist, da er von manchen als der Autor der österreichischen Version des Nibelungenliedes angesehen wird.

### Konrads Mutter

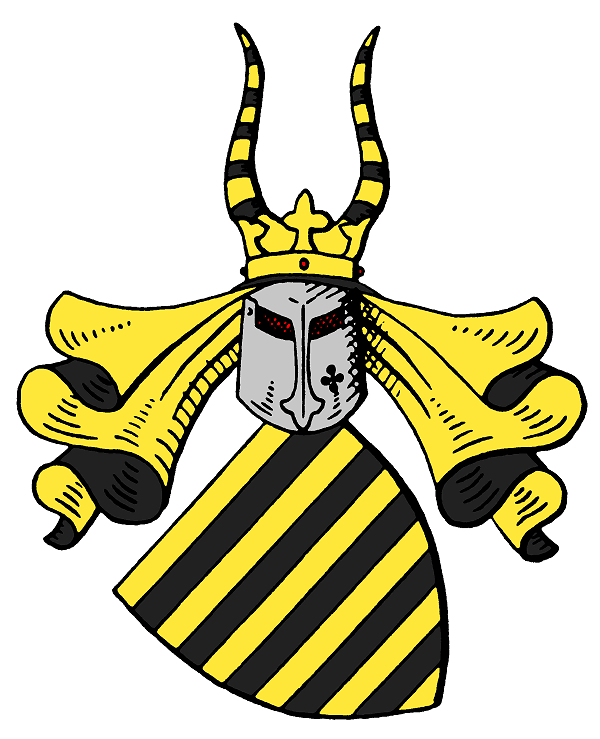
Kuenringer-Wappen

Charakteristisch für den hohen Status der Familie war, dass sich Konrads Vater Rudolf III. von Pottendorf mit Euphemia von Kuenring vermählte, die aus der Familie der Kuenringer, stammt der damals mächtigsten österreichischen Ministerialenfamilie, die in der Wachau und im Waldviertel über zahlreiche und sehr ausgedehnte Besitzungen verfügte. Ihr Vater war Heinrich III. von Kuenring (* um 1185; † um 1233, begraben Stift Zwettl) genannt „der Hund“, der eine wichtige politische Rolle als einer der engsten Berater und Vertrauensleute von Herzog Leopold VI. von Österreich spielte, 1228 zum Marschall des Herzogtums Österreich ernannt wurde und in Abwesenheit des Herzogs sogar mehrfach als Verweser des Herzogtums eingesetzt wurde.
Euphemia war eine resolute Persönlichkeit, die in den 60er Jahren des 13. Jahrhunderts die Geschicke der Familie lenkte und dabei nicht nur mit dem Stift Zwettl im Dauerstreit lag, weil dieses die Beisetzung ihres Vaters in der Familiengruft verweigerte, sondern auch den Verwalter des Bischofs von Freising aus der Herrschaft Hernstein vertrieb, da sie überzeugt war, über ihre Mutter Erbansprüche auf diese Herrschaft zu haben.

### Konrads mütterliche Vorfahren

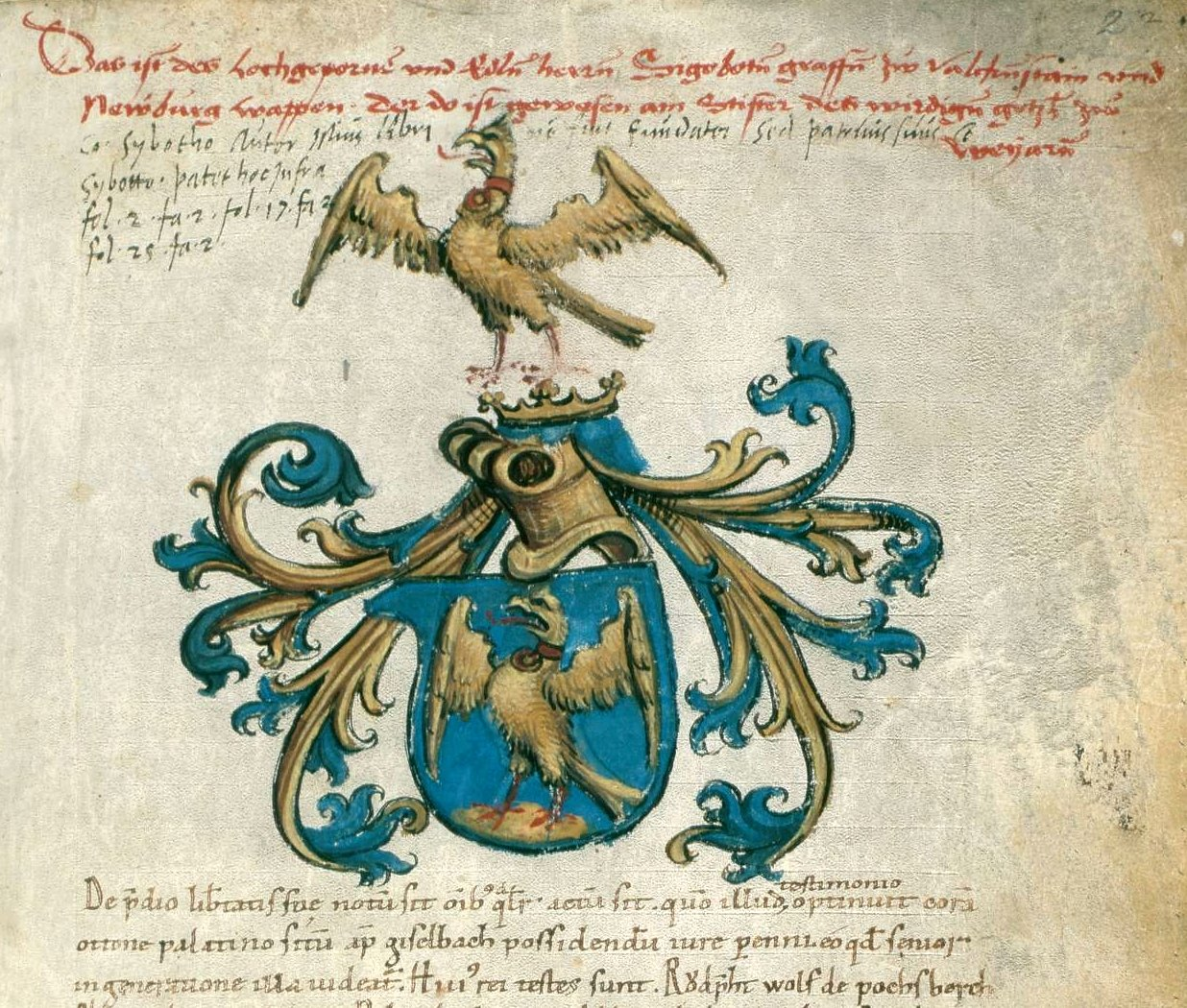
Falkenstein-Wappen codex

Über seine Mutter Euphemia von Kuenring stammte Konrad II. in weiblicher Linie von einer Reihe bedeutender Adelsgeschlechter ab, die weit über den üblichen Umkreis österreichischer Ministerialen hinausgehen.
Konrads mütterliche Großmutter war Adelheid von Falkenstein-Neuburg (cl. 1222–1226, † nach 1226). Sie stammte aus der bedeutenden bayerischen Dynastie der Grafen von Falkenstein-Neuburg, die sich bis auf Patto von Dilching, Graf von Weyarn im oberbayerischen Landkreis Miesbach († um 1040) zurückverfolgen lässt. Und die zu ihrer Blütezeit weite Ländereien in Bayern aber auch bis hinein nach Tirol, in das Mangfalltal, nach Niederösterreich und den Chiemgau beherrschte und im Herzogtum Österreich Burg und Herrschaft Hernstein nahe Baden bei Wien in Niederösterreich besaß.
Auf diese Herrschaft Hernstein erhob Konrads Mutter Euphemia von Kuenring Erbansprüche, da sie eine Enkelin der Grafen Sigiboto V., Graf von Falkenstein-Neuenburg-Hartmannsberg-Hernstein, Vogt von Kloster Herrenchiemsee, (cl. um 1155/1222 bis 1226, † vor 1231) und dessen Gemahlin († um 1196) Adelheid Gräfin von Valley war.

### Weiter zurückliegende Vorfahren
Adelheid Gräfin von Valley war eine Tochter von Graf Konrad II. von Valley († 1198/1200) und der Gräfin Mathilde von Ortenburg († nach 1198), die ihrerseits eine Tochter des Grafen Rapoto I. von Ortenburg (* im 12. Jahrhundert; † 26. August 1186) aus dem Haus der Spanheimer und der Elisabeth († 1206), Tochter des Grafen Gebhard III. von Sulzbach war.
Graf Gebhard III. von Sulzbach (* um 1114; † 28. Oktober 1188) war mit Mathilde († 16. März 1183), der Tochter des Herzogs von Bayern Heinrich IX. (auch: Heinrich der Schwarze oder Heinrich der Welf genannt), und dessen Gemahlin Wulfhild, die eine Tochter des letzten Sachsenherzogs Magnus aus dem Hause der Billunger war, verheiratet.
Graf Gebhard III. von Sulzbach war ein Sohn von Graf Berengar I. von Sulzbach und dessen zweiter Ehefrau Adelheid († 1126) Gräfin von Dießen-Wolfratshausen.
Bemerkenswert sind die Schwestern des Grafen Gebhard III. von Sulzbach:
- Gertrud (* um 1114; † 14. April 1146 in Hersfeld) ⚭ Konrad III., (* 1093 oder 1094; † 15. Februar 1152 in Bamberg) aus dem Adelsgeschlecht der Staufer, der erst Gegenkönig von Lothar III. und 1138–1152 König im römisch-deutschen Reich war.

- Bertha († 1158/1160) ⚭ 1146 als dessen erste Gemahlin unter dem Namen Irene Manuel I. Komnenos (* 28. November 1118; † 24. September 1180), der von 1143 bis 1180 als byzantinischer Kaiser regierte, wodurch Bertha von 1146 bis 1158/69 Kaiserin von Byzanz war. Manuel I. gilt dabei als einer der letzten bedeutenden Herrscher des Byzantinischen Reiches.

- Luitgard von Sulzbach ( † nach 1163) ⚭ I. um 1139 Gottfried II. (* um 1110; † 13. Juni 1142), Graf von Löwen, Landgraf von Brabant, als Gottfried VII. auch Herzog von Niederlothringen und dadurch Markgraf von Antwerpen, und ⚭ II. um 1143 Hugo II., Graf von Dagsburg und Metz

- Mathilde von Sulzbach († 1165) ⚭ um 1139/40 Engelbert III. (* vor 1124; † 6. Oktober 1173), aus dem Hause der Spanheimer, Markgraf von Istrien, Markgraf von Tuscien, Graf von Kraiburg und Marquartstein[12]

Konrad II. von Pottendorf besaß daher Vorfahren und Verwandte, die weit über den Rang von Mitgliedern des Österreichischen Herrenstandes hinausgehen.

### Bezug zu den Kreuzzügen
Im Jahr 1291 erschütterte das dramatische Ende des Königreiches Jerusalem die abendländische Politik, da am 28. Mai 1291 die damalige Hauptstadt des Königreiches, die Stadt Akkon von den Mameluken erobert wurde.
Dieses plötzliche Ende jahrhundertelanger westlicher religiöser und politischer Ambitionen im Heiligen Land traf Konrad II. von Pottendorf auch persönlich, da er selbst Verwandte und Vorfahren hatte, die an den Kreuzzügen teilgenommen hatten.
Dies einerseits über seine mütterliche Großmutter Adelheid von Falkenstein-Neuburg, da deren Onkel Kuno Graf von Falkenstein-Neuenburg 1190 am Dritten Kreuzzug unter Kaiser Friedrich Barbarossa teilgenommen hatte. Nach dem Tod des Kaisers schloss er sich mit anderen deutschen Kreuzfahrern dem Heer von Herzog Leopold V. von Österreich an, kämpfte bei der Belagerung von Akkon und fiel dort 1290 im Kampf.
Bei diesem Kreuzzug gab es zwei folgenschwere Ereignisse: Herzog Leopold V. von Österreich wurde von Richard Löwenherz König von England durch Beseitigung seiner Fahne beleidigt und zugleich entstand – der Legende nach – in der Schlacht auch der Bindenschild, das österreichische Stammwappen: Rot-Weiß-Rot.
Ein noch direkter Bezug zu den Kreuzzügen besteht über Konrads mütterlichen Großvater, Heinrich III. dem Hund von Kuenring, denn dessen Vater, Hadmar II. von Kuenring (* um 1140; † 22. Juli 1217) Herr zu Weitra, Zwettl, Gmünd, Kühnring, Zistersdorf, Hadmarstein, Burgruine Aggstein und auch zu Dürnstein in der Wachau spielte eine bemerkenswerten Nebenrolle in der Geschichte der Kreuzzüge.
Diese geht auf die erwähnte Beleidigung von Herzog Leopold V durch König Richard Löwenherz zurück. Denn als König Richard versuchte, auf der Rückkehr vom Heiligen Land Österreich zu durchqueren, wurde er von Leuten des Herzogs in Erdberg bei Wien erkannt und gefangen genommen, da der Herzog ihn auch des Mordes an Konrad von Montferrat – dem König von Jerusalem – beschuldigte, der ein entfernter Cousin des Herzogs war, da es Gerüchte gab, dass König Richard hinter der am 28. April 1292 erfolgten Ermordung des Königs durch zwei Assassinen gab.

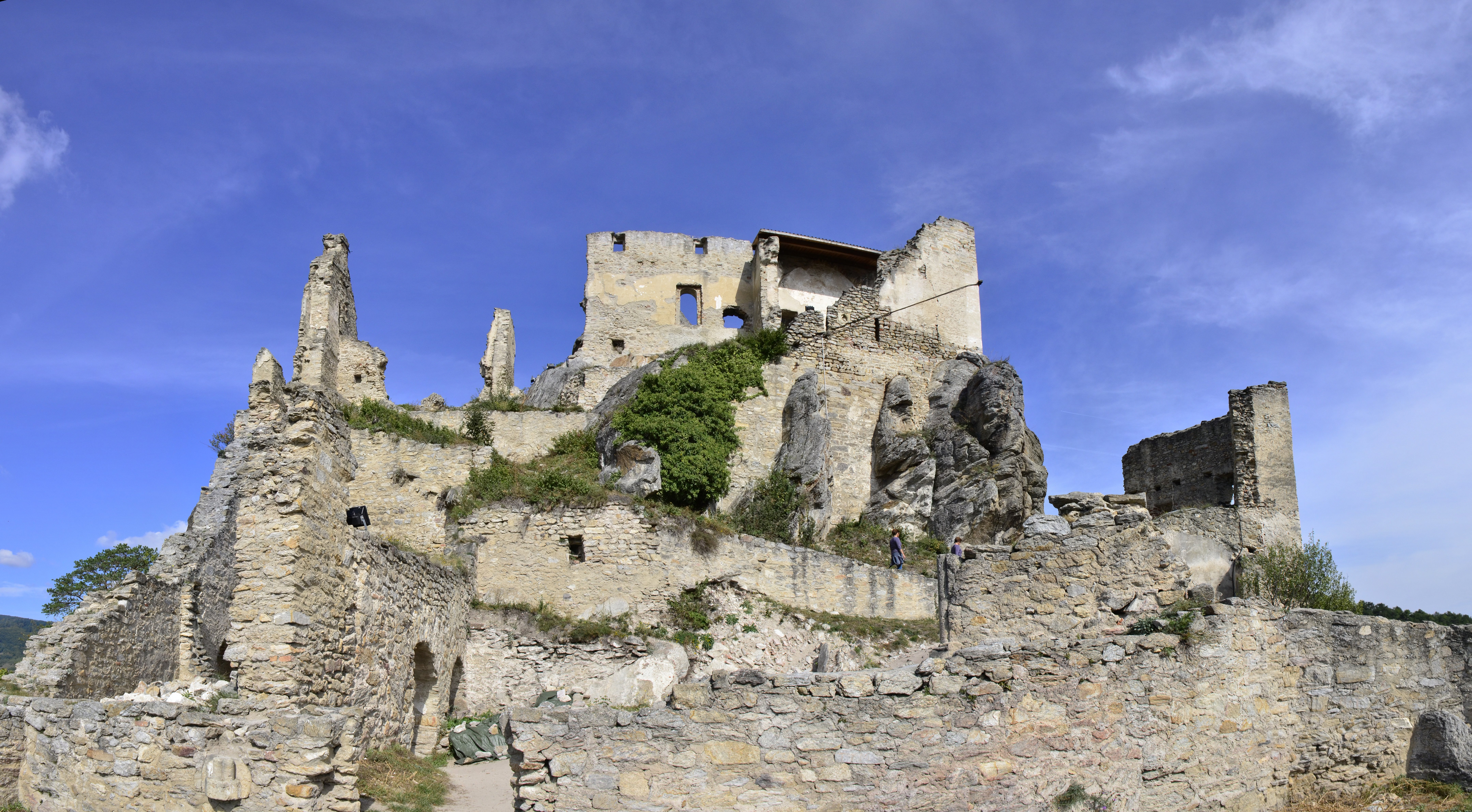
Ruine Dürnstein

Hadmar II. von Kuenring spielte insofern eine Rolle, da er Herr der Burg Dürnstein war, die als eine der stärksten Festungen des Landes galt, weshalb er von Herzog Leopold V. die delikate Aufgabe erhielt, den König Richard von England in seiner Burg Dürnstein in ritterlicher Gefangenschaft festzuhalten. Dadurch war verwahren. Dadurch war der Urgroßvater von Konrad II. von Pottendorf von Jänner bis Mitte März 1193 der Kerkermeister des Königs von England, bis dieser anschließend an Kaiser Heinrich VI. ausgeliefert wurde.
Dies blieb jedoch nicht die einzige Beziehung von Hadmar II. von Kuenring zu den Kreuzzügen, denn 1215 rief Papst Innozenz III. auf dem Vierten Laterankonzil zum (Kreuzzug von Damiette) in das Heilige Land auf, der am 1. Juni 1217 von Brindisi bzw. Messina aus starten sollte. Herzog Leopold VI. von Österreich entschloss sich mit einem Heer an diesem Kreuzzug teilzunehmen, dem sich auch Hadmar von Kuenring anschloss. Am 1. Juni 1217 brachen die Kreuzfahrer unter Führung von Herzog Leopold VI. von Österreich nach Split auf, wo sich das Heer Leopolds mit dem Heer des Königs von Ungarn im August 1217 vereinigte. Hadmar von Kuenring erkrankte jedoch und starb unterwegs am 22. Juli 1217.

## Leben
Konrad II. von Pottendorf wird Indirekt erstmals in einer Urkunde des Stiftes Zwettl im Jahre 1253 genannt, als sein Vater Rudolf III. von Pottendorf mit Zustimmung seiner Gemahlin und seiner namentlich nicht genannten Söhne, dem Stift eine Wiese übertrug.
Namentlich wird Konrad I. erstmals gemeinsam mit seinen Brüdern im Jahre 1256 in einer weiteren Urkunde des Stiftes Zwettl erwähnt, in der die Brüder – inklusive dem jüngsten Bruder Siboto – ihre Zustimmung zu einer Stiftung ihres Vaters geben.
Konrad wuchs wohl vorwiegend in der in Pottendorf im Bezirk Baden in Niederösterreich gelegenen Stammburg der Familie, und damit im Vorläufergebäude des heute ruinösen barocken Schlosses Pottendorf auf, das auf Rudolf I. von Pottendorf zurückgeht, der dort um 1100 im Auftrag der Grafen von Sulzbach, die das Gebiet zwischen den Flüssen Leitha und Fischa im Osten Niederösterreichs dominierten, eine Wasserburg errichtete, die urkundlich erstmals 1130 erwähnt wird.

### Geschwister
Im Leben Konrads spielten seine Geschwister eine wichtige Rolle, da er vielfach mit diesen gemeinsam in Urkunden auftritt. Im Stiftungsbuch des Stiftes Zwettl werden sechs Kinder von Rudolf III. von Pottendorf genannt: Rudolf; Heinrich, Konrad, Siboto, Adelheid und Euphemia.
Konrads ältester Bruder Rudolf (IV.) von Pottendorf starb in jungen Jahren bereits um 1265 und damit bald nach dem Vater.
Konrads älterer Bruder Heinrich I. genannt „der Hund“ von Pottendorf erreichte ein hohes Alter, denn er lebte noch 1312/16 und war mit seinem Bruder Konrad II. eng verbunden. Seine Bezeichnung „der Hund“ verdankt er seinem mütterlichen Großvater Heinrich III. von Kuenring-Weitra, genannt „der Hund.“ Aus seiner Ehe mit Kunigunde von Tubna hatte er zwei Söhne, Heinrich und Rudolf, von denen Rudolf in den Jahren 1317/18 im Dienst von Karl I. Robert von Anjou König von Ungarn (1308 bis 1342) Obergespan des Komitats Ödenburg in Ungarn war. Heinrich I. von Pottendorf hinterließ jedoch keine dauerhafte männliche Nachkommenschaft.
Von Heinrichs Töchtern Adelheid († 1333) und Kunigunde war erstere mit Gottschalk von Neytberg vermählt, während Kunigunde unvermählt blieb.
Konrads jüngerer Bruder Siboto von Pottendorf, der von 1256 bis 1309 urkundlich ist, verdankt seinen Vornamen offensichtlich seiner Mutter Euphemia von Kuenring, die ihm den Namen ihres mütterlichen Großvaters, Siboto Graf von Falkenstein Herrantstein und Neuenburg gab.
Siboto wurde zum Stammvater des jüngeren Astes der Pottendorfer zu Pottendorf, der um 1488 mit Friedrich von Pottendorf in männlicher Linie erlosch.
Von Konrads Schwestern trug Euphemia den Vornamen ihrer Mutter Euphemia von Kuenring, war mit Otto von Perchtoldsdorf verheiratet, wurde 1286 Witwe und schenkte dem Stift Heiligenkreuz Güter, die sie von ihrem Ehemann geerbt hatte. Die andere Schwester Adelheid trug den Vornamen ihrer mütterlichen Großmutter, Adelheid Gräfin von Falkenstein, war zunächst mit einem Herren von Zelking und in zweiter Ehe mit Otto II. von Liechtenstein-Murau verheiratet.
Dies zeigt, wie wichtig es den Pottendorfern war, durch die Namensgebung auf ihre ranghohen Vorfahren hinzuweisen.

### Wechsel der Dynastie in Österreich
Konrad II. und seine Brüder wuchsen in einer Zeit auf, in der es im Herzogtum Österreich zu erheblichen politischer Umbrüchen kam, denn nach dem 1246 erfolgten kinderlosen Tod von Friedrich II., dem letzten Herzog von Österreich aus dem Haus der Babenberger kam es zu einem Interregnum, in dem sich mehrere Nachbarn – König Wenzel I. von Böhmen und Béla IV. König von Ungarn († 1270) nachdrücklich, etwas unentschlossener Otto II. Herzog von Bayern (* 1253), dem der Kaiser 1248 die Verwaltung Österreichs übertragen hatte – und auch Kaiser Friedrich II. von Hohenstaufen selbst um die Nachfolge in den Herzogtümern Österreich und Steiermark bemühten.
Der Garstener Annalist fasste die Situation in einem vielzitierten Satz zusammen: „Von seinem Fürstenhaus verlassen sitzen Österreich und Steier gemeinsam wie ein Land betrübt und seufzend im Staube.“
Den Pottendorfern gelang es jedoch aus dieser Situation Nutzen zu ziehen, da der Graf von Eberstein, der von Kaiser Friedrich II. eingesetzte Reichsverweser für Österreich und Steier Rudolf von Pottendorf vermutlich mit der Herrschaft Weitenegg belehnte.
Die Frage der Nachfolge der Babenberger war durch die im Privilegium Minus aus dem Jahre 1156 vorgesehene weibliche Erbfolge kompliziert, da es eine ganze Reihe möglicher Prätendenten gab. Im Vordergrund standen schließlich zwei österreichische Prinzessinnen:
Einerseits Gertrud von Österreich (* 1226; † 1288), eine Nichte von Herzog Friedrich II., die 1246 als Herzogin von Österreich und Steiermark folgte, in erster Ehe den böhmischen Kronprinzen Vladislav Markgraf von Mähren und nach dessen Tod Anfang 1247 Hermann VI., Markgraf von Baden heiratet, der jedoch schon 1250 starb und sich ebenso wenig wie der Reichsverweser Otto von Bayern im Land durchsetzen konnte.
Andererseits gab es noch Margarete von Österreich (* 1204/05, † 1266), die älteste Schwester von Herzog Friedrich II. Sie war die Witwe des römisch-deutschen Königs Heinrich (VII.), lebte in klösterlicher Zurückgezogenheit, wurde jedoch zur Legitimation der Nachfolge von Přemysl Ottokar II. Markgraf von Mähren, der bereits 1251 Österreich in Besitz genommen hatte, 1252 dessen Gemahlin – obwohl sie älter war als ihr Schwiegervater König Wenzel I. von Böhmen.
Für die Pottendorfer, wie für andere bedeutende Familien, die die früher babenbergische Ministerialen gewesen waren, waren dies schwierige Zeiten, die vorsichtiges Lavieren erforderlich machten.

### Unter Ottokar II

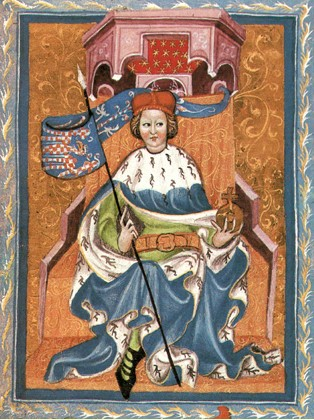
Ottokar Přemysl als Markgraf von Mähren

Die Einstellung der Pottendorfer zeigt sich darin, dass Konrads Vater, Rudolf III., im Dezember des Jahres 1251 an dem von Přemysl Ottokar II. Markgraf von Mähren nach der Besitzergreifung des Landes als Herzog von Österreich abgehaltenen Landtag in Korneuburg teilnahm. Vermutlich gehörte er auch zu den Adeligen, die sich kurz zuvor an König Wenzel I. von Böhmen gewandt hatten, um das Land zu stabilisieren. Konrads Vater Rudolf III. war daher zweifellos ein Parteigänger des Königs von Böhmen. Dies bestätigt die Tatsache, dass er in der Folge auch mehrfach in wichtigen Urkunden von König Přemysl Ottokar II. aufscheint, die dieser als Herzog von Österreich 1252, 1257 und 1258 ausstellte.

### Unter König Rudolf I.
Angesichts der wachsenden Macht von Ottokar, der 1261 die Steiermark, 1269 Kärnten und Krain erwarb, kam es nach der Wahl von Rudolf I. von Habsburg zum Römisch-deutschen König zu einer Wende, da Ottokar II. die Wahl nicht anerkannte, was gegen ihn zur Verhängung der Reichsacht und in Österreich zum Abfall zahlreicher Geschlechter führte, die sich König Rudolf I. zuwandten.
Diesen Schritt taten auch die Pottendorfer, denn Konrad II. und seine Brüder scheinen schon 1276 und 1277 in Urkunden von König Rudolf I. von Habsburg auf.
Als prominente Mitglieder des Adels dürften die Brüder auch an der Ausarbeitung des 1277/78 kodifizierten Österreichischen Landrecht mitgewirkt haben.
Ob Konrad oder einer seiner Brüder am 26. August 1278 an der entscheidenden Schlacht bei Dürnkrut und Jedenspeigen zwischen König Rudolf und König Ottokar II. teilnahm, ist nicht überliefert aber durchaus naheliegend, da er zu den wichtigen Unterstützern des Königs zählte und auch später nachweislich militärische Funktionen ausübte.
Im Jahre 1281 besaß Konrad III. offensichtlich das volle Vertrauen von König Rudolf I., da dieser ihn zum Mitglied des für die Verwaltung von Österreich geschaffenen 16-köpfigen Rates ernannte.

### Unter Herzog Albrecht I.

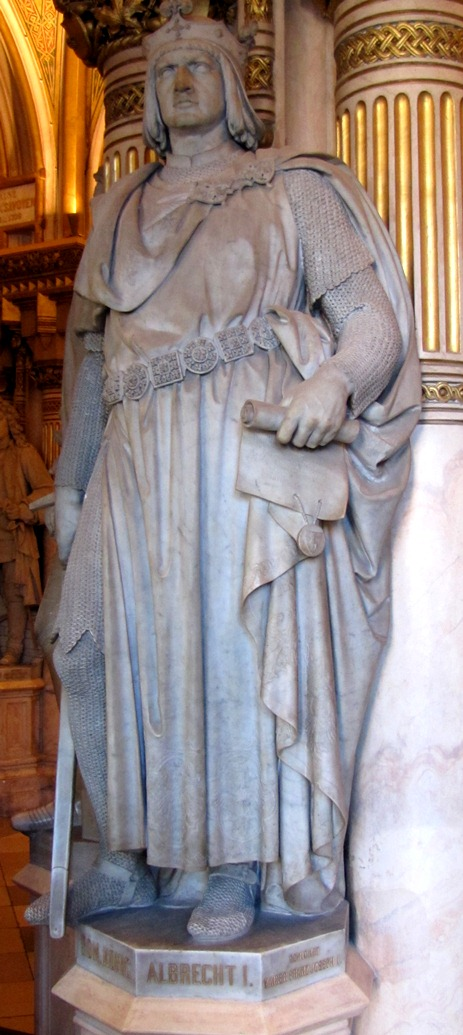
Statue König Albrecht I. im Heeresgeschichtlichen Museum

Albrecht I. (* Juli 1255 in Rheinfelden; † 1. Mai 1308 in Königsfelden bei Brugg), der älteste Sohn von König Rudolf I. wurde 1282 gemeinsam mit seinem Bruder Rudolf II. von Österreich († 1290) mit den Herzogtümern Österreich, Steiermark, Krain sowie mit der Windischen Mark belehnt, übernahm jedoch 1283 die alleinige Kontrolle in den Herzogtümern.
Die urkundlichen Nachrichten über die Pottendorfer sind zu dieser Zeit recht spärlich.
Im Jahre 1286 erwarb Konrad II. Schloss und Herrschaft Ebenfurth von Jutta von Feldsberg.
In einem Streit um die Maut zu Ebenfurt und um die Ortschaft Ungardorf mit dem Stift Heiligenkreuz entschied König Albrecht I. als Herzog von Österreich 1290 als gewählter Schiedsrichter, dass diese Besitzungen, die bisher dem Stift unterstanden, nunmehr freies Eigen der Herren von Pottendorf sein sollen.
Daraufhin bestätigt Konrad II. In einer Urkunde vom 27. August 1290 dem Stift Heiligenkreuz, dass auch er selbst, nicht bloß Heiligenkreuz allein, verpflichtet sei, zur Abwehr von Gewalttaten von ungarischer Seite wegen der Maut zu Ebenfurt und Ungardorf, beizutragen, da er diese vom österreichischen Herzog zu Lehen hatte.
Dass Konrad und seine Brüder die neuen Landesfürsten aus dem Haus Habsburg militärisch unterstützten zeigt die Tatsache, dass sie im Jahre 1291 unter Albrecht I. gegen Andreas III. ins Feld zogen, der von 1290 bis 1301 als letzter König von Ungarn aus dem Haus der Arpaden regierte. Diese Kriegsbeteiligung der Pottendorfer hielt auch der Ritter und bekannte Dichter Seifried Helbling (* 1230, † im 14. Jahrhundert) um 1290/1300 in einem seiner Gedichte fest:
„Die Potendorfer alle dri/ fund wir staet einander bi,/ nahen bi der Lita./dir :werdent von den sorgen gra/daz man urliugen sol:/sie gewunnen sust und gernewol/ :win weiz unde korn./wirt sant Margareten verlorn/ und Mertinsdorf so get iu :ab/ein teil der ungrischen hab!/ daz sult ir gern unterstan./ her kuonrat, füert :hundert man,/her Heinrich und her Sibot/ hundert man hab iuwer rott./“
Konrad war auch einer der vier österreichischen Abgeordneten, die 1291 an den Friedensverhandlungen zwischen Herzog Albrecht I. und König Andreas III. von Ungarn teilnahmen.
Im Jahr 1293 erhält Konrad II. von Herzog Albrecht I. die Erlaubnis, die Burg Ebenfurt wieder aufzubauen.
1295 erwarb Konrad II. von Pottendorf von Adelheid von Reinsberg deren in Ebenfurt, Haschendorf, Sieghardsdorf und Hirsdorf gelegenen Güter.
Im Jahre 1299 entschloss sich Konrad II., der seit längerem Witwer und inzwischen etwa 60 Jahre alt war, zu einer zweiten Ehe und heiratete Hedwig von Goldegg, eine Tochter des Otto Herren von Goldegg und der Elisabeth Herrin von Stubenberg, einer Tochter des Wulfing Herren von Stubenberg auf Kapfenberg und Wulfingstein, Landrichter im Herzogtum Steiermark, + 1280 und der Elisabeth Gräfin von Ortenburg, einer Tochter des Grafen Hermann von Ortenburg.
Aus diesem Anlass wurden 1299 Urkunde errichtet, in der sich Leutold und Alber von Kuenring und Hadmar von Sunnberg für Konrad III. von Pottendorf gegenüber Heinrich und Friedrich von Stubenberg garantieren, dass Konrad von Pottendorf binnen Jahresfrist die Morgengabe für seine Ehefrau Hedwig von Goldegg in Höhe von 1000 Pfund Wiener Pfennige erlegen wird.
Über diese Ehe erwarb sich Konrad II. eine beachtliche Schwägerschaft, da die Herren von Goldegg zu den einflussreichsten Ministerialen im Bereich des Fürsterzbistums Salzburg und die Herren von Stubenberg, zu den ältesten und mächtigsten Familien des Herrenstandes im Herzogtum Steiermark zählten.
So war u. a. Wulfing von Stubenberg († 14. März 1318 in Bamberg), der Dominikaner, 1291 Bischof von Lavant wurde und von 1304 bis 1318 Fürstbischof von Bamberg war, einer der Geschwister der neuen Schwiegermutter von Konrad III. darüber hinaus heiratete seine Tochter Katharina von Pottendorf den jüngsten Bruder seiner Schwiegermutter, Heinrich Herr von Stubenberg auf St. Peter, Höflein und Schladming, Schenk im Herzogtum Steiermark, † 22. November 1315.
Durch diese Ehe entwickelte Konrad II. Beziehungen zu den Erzbischöfen von Salzburg. So scheint Konrad in den Jahren 1301 und 1302 mehrfach in Urkunden von Erzbischof Konrad IV. von Fohnsdorf auf, der von 1291 bis 1312 regierte.
Konrad und seine Brüder traten aber auch laufend in Urkunden ihrer österreichischen Landesfürsten auf, so im Jahre 1304 in der Zeugenreihe des Vertrages, den Rudolf als Herzog von Österreich und Steiermark (ein Sohn von König Albrecht I.) mit Karl I. Robert von Anjou, König von Ungarn abschloss.
Für Konrads Ansehen spricht die Tatsache, dass er in Streitigkeiten von Standesgenossen mehrfach als Schiedsrichter berufen wird, so 1289, 1301 und 1303 und auch Im Jahre 1305 wo er gemeinsam mit Friedrich von Stubenberg einen Streit zwischen Wulfing von Stubenberg, Fürstbischof von Bamberg von 1304 bis 1318 (seinem angeheirateten Onkel) und Rudolf von Ras wegen einer Bürgschaft des Villacher Bürgers Wulzen entscheidet.
Um diese Zeit scheint Konrad II. auch in etwa 30 Testierungen in Urkunden anderer Adelsgeschlechter, wie der Herren von Kuenring, von Ebersdorf, von Maissau, und von Kapellen auf.

### Rebell gegen den Landesfürsten
Gemäß der Steirischen Reimchronik des Ottokar aus der Gaal war ein Pottendorfer einer der Anführer jener Empörung niederösterreichischer Landherrn, die nach der Ermordung des Römisch-deutschen Königs Albrecht I. (1. Mai 1308) durch seinen Neffen Johann Parricida nach der angeblichen Weigerung des neuen Königs Heinrich VII. aus dem Haus Luxemburg, die Söhne des Ermordeten mit den bisherigen Reichslehen, d. h. auch mit den Herzogtümern Österreich und Steiermark, zu belehnen, sich von den Söhnen Albrechts I. lossagten.
Dass es sich bei dem genannten Pottendorfer um Konrad II. von Pottendorf zu Ebenfurt handelt; ergibt sich aus dem Text der Steirischen Reimchronik des Ottokar aus der Gaal, die festhält, dass der Landeshauptmann von Österreich, Ulrich v. Wallsee, auf seinem Zuge gegen die Aufständischen (Mitte Oktober 1309) insbesondere die Umgebung der beiden Burgen Kirchschlag und Ebenfurt – und damit die wichtigsten Besitzungen von Konrad I. – verwüstet hat.
Wegen seiner Teilnahme an dieser Adelserhebung dürfte Konrad von Pottendorf zumindest einen Teil der neuerworbenen Herrschaft Kirchschlag verloren haben. Vielleicht aber wurde dem Pottendorfer Konrad II. die Herrschaft Kirchschlag durch Herzog Friedrich den Schönen, dem älteren der Söhne Albrechts I., zwar aberkannt, aber ohne dass dieser Gerichtsspruch des jungen Landesfürsten in der Praxis durchgesetzt werden konnte. Für eine solche Aberkennung spricht die Nachricht, dass 1330 den Herren von Haderswörth die Herrschaft Kirchschlag als landesfürstliches Lehen 35 verliehen worden sei, wiewohl diese noch 1295 durch Iwan von Güns als freies Eigen Leutolds von Kuenring-Dürnstein bezeichnet wird.

### Letzte Jahre
Auch später pflegte Konrad von Pottendorf seine Kontakte zu Salzburg, denn er scheint in den Jahren 1312, 1313 und 1314 mehrfach als Zeuge in Salzburger Urkunden auf.
Eng war seine Beziehung auch dadurch, dass der Erzbischof von Salzburg, Weichart von Polheim Konrad II. im Jahre 1315 als seinen „Oheim“ bezeichnet.
Im Jahre 1320 bekennt Konrad II., dass Friedrich III. von Leibnitz, Erzbischof von Salzburg, ihm, seiner Frau Hedwig, der Tochter Ottos von Goldeck und seinen Erben vier Zehenthöfe in der Gegend von Semriach mit aller Zugehörigkeit verliehen habe, weiters 20 Mark Geld zu Fladnitz und Leska gegen Wiederkaufsrecht um 300 Mark Grazer Silbers; zusätzlich erhalten er und seine Erben von Hedwig die bis auf wenige Ausnahmen dem Erzbischof erledigten Lehen Heinrichs und Friedrichs von Stubenberg.
Die letzte nachweisliche Testierung durch Konrad erfolgt am 8. November 1321.
Konrad II. von Pottendorf starb nach November 1321 und jedenfalls vor dem 21. Dezember 1324, da an diesem Tag sein Sohn Konrad (III.) bestätigt, dass ihm Fritzel der Windischgrätzer, der Schreiber des Erzbischofs von Salzburg zu Leibnitz 200 Mark Silber wegen des Schadens gegeben habe, den seine verstorbenen Brüder Alber und Heinrich von Pottendorf in erzbischöflichen Diensten im Kampf gegen Bayern erlitten haben.

### Testament
Konrad errichtete bereits im Jahre 1304 sein Testament, in dem er unter anderem verfügte:
Seiner zweiten Ehefrau Hedwig von Goldegg und seinen Kindern aus dieser Ehe, Konrad, Otto und Heinrich von Pottendorf hinterlässt er die Herrschaft Ebenfurth, die er nach dem Tod seiner ersten Frau Katharina von den Feldsbergern gekauft hat, ferner den Besitz, den er von der Frau von Reinsberg, von den Ottersteinern, den Streun, dem Weissberger und Hartneid von Stadeck erworben hat, außerdem auch sein Eigengut und den Markt zu Kirchschlag, weiters das von seiner Mutter Euphemia von Kuenring ererbte Gut und die Märkte Sollenau und Unterwaltersdorf sowie Brodersdorf, Orte, die ihm König Rudolf um 1000 Pfund Wiener Pfennige verpfändet hatte.
Sollten Hedwigs Kinder ohne Erben sterben, dann sollte das gesamte Gut an die Kinder aus seiner ersten Ehe fallen.

## Besitz

### Schloss Pottendorf

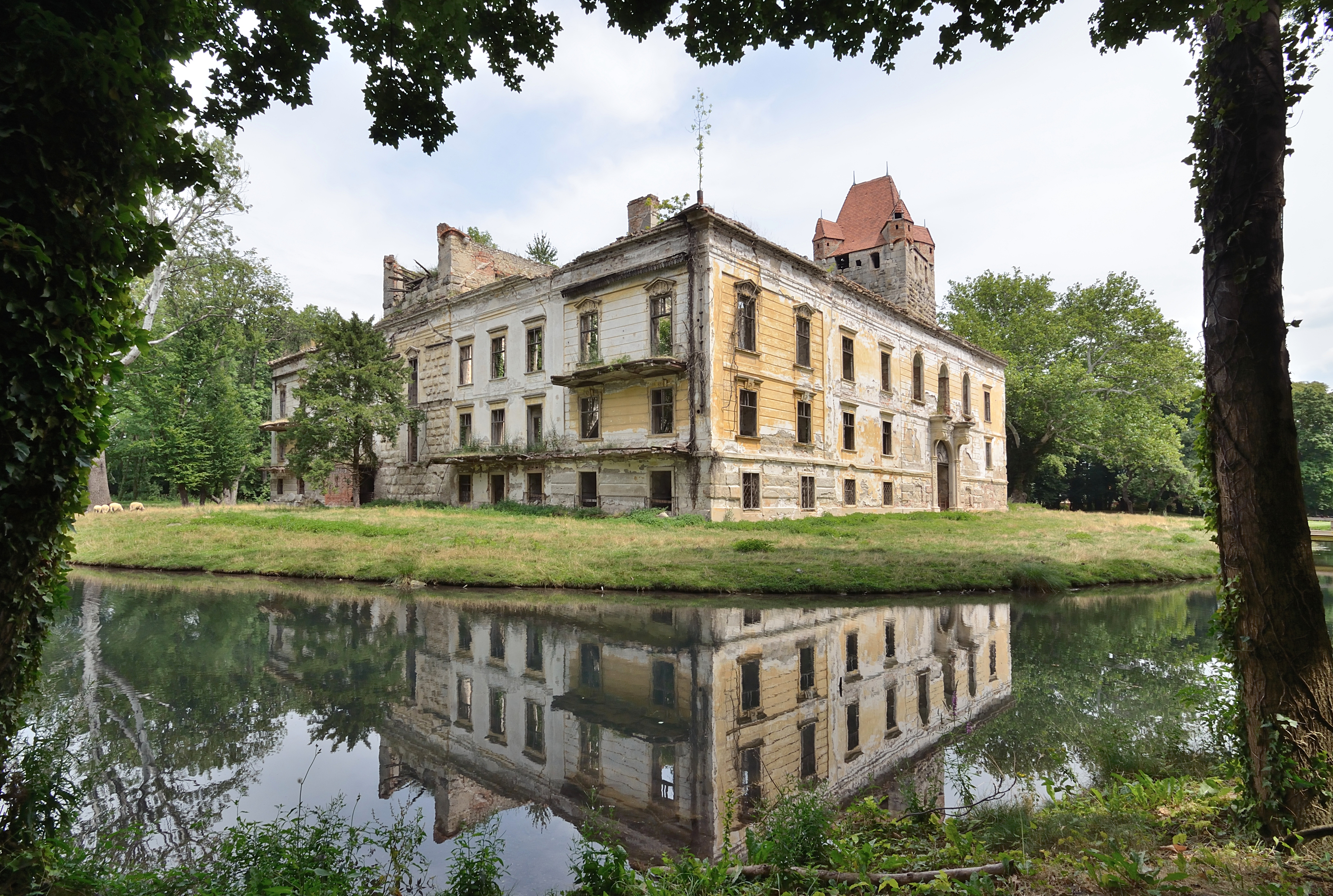
Schloss Pottendorf von Nordwesten

Im Mittelalter spielte die Burg Pottendorf – die zumindest seit 1130 Stammsitz der Familie war – eine wichtige Rolle als Grenzbefestigung und Teil der Verteidigungslinie des Herzogtums Österreich entlang dem Fluss Leitha gegen Ungarn. Im Jahr 1246 zog Herzog genannt „Friedrich der Streitbare“ von Pottendorf aus – vermutlich in Begleitung von Konrads Vater Rudolf III. von Pottendorf – gegen die Ungarn. Die Schlacht an der Leitha fand nach der Beschreibung durch den Minnesänger Ulrich von Liechtenstein († 1275), der ein Augenzeuge der Kampfhandlungen war, bei Ebenfurth oder gegenüber davon auf damals ungarischer Seite (im Gebiet des heutigen Neufeld) statt. Die Österreicher siegten, doch fiel Herzog Friedrich in der Schlacht, wodurch die Herzoge von Österreich aus dem Haus der Babenberger in männlicher Linie erloschen.
Namentlich wird Konrad II. als Herr von Pottendorf erstmals indirekt in einer Urkunde für das Stift Heiligenkreuz vom 27. August 1290 genannt, mit der er dem Stift bestätigte, dass nicht nur das Stift, sondern auch er selbst als Besitzer der Maut zu Ebenfurth und zu Ungarndorf zur Abwehr von Gewalttaten von ungarischer Seite verpflichtet sei. Das Schloss blieb bis zum Erlöschen des Zweiges zu Pottendorf im Jahre 1488 im Besitz der Familie. Die Burg ist in erheblichen Teilen noch erhalten, jedoch weitgehend baufällig.

### Schloss Ebenfurth

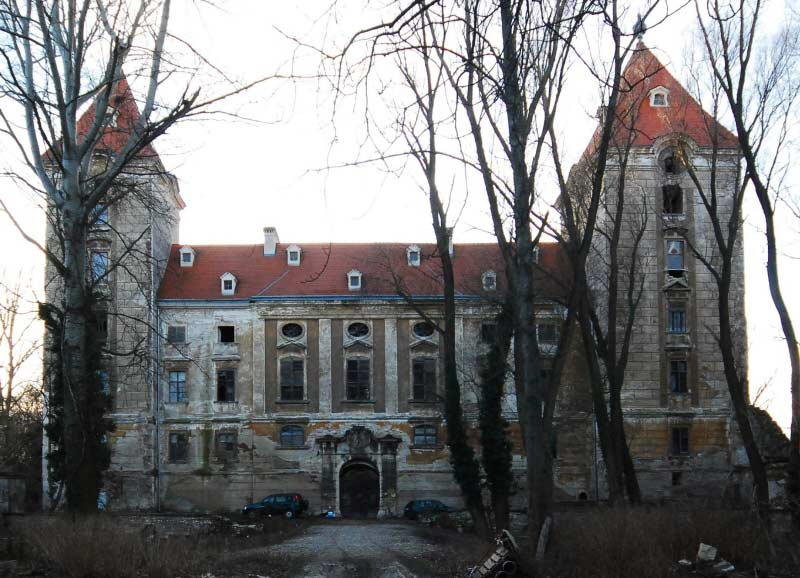
Schloss Ebenfurth, im Kern mittelalterlich aber wesentlich barock überbaut.

Ebenfurth im Bezirk Wiener Neustadt-Land im Wiener Becken in Niederösterreich, zählt zu den ältesten Burgen Österreichs, wird jedoch urkundlich erstmals 1263 erwähnt. Es stand im Besitz der Truchsesse von Feldsberg, die in männlicher Linie 1270 ausstarben, worauf Jutta von Feldsberg die Ehefrau des Gerhard von Opran (Obersezze) Burg und Herrschaft Ebenfurth erbte. Da sich ihr Ehemann auf seine mährischen Besitzungen zurückziehen wollte, wurde Herrschaft und Burg Ebenfurth 1286 an Konrad von Pottendorf verkauft. Dies vielleicht im Hinblick darauf, dass Heinrich von Kuenring – ein Neffe von Konrads Mutter Euphemia von Kuenring – seit 1277 mit Adelheid, einer Tochter des Albero Truchsess von Feldsberg verheiratet und Besitzer von Feldsberg – dem Stammsitz dieser Familie – war. Als Besitzer der Burg und Herrschaft Ebenfurth wird Konrad II. ausdrücklich in einer Urkunde aus dem Jahr 1293 genannt, in der Konrad von Pottendorf von Herzog Albrecht I. die Erlaubnis erhält, die unmittelbar an der Landesgrenze befindliche Burg, die in den Kämpfen mit Ungarn – vielleicht auch schon 1246 in der Schlacht an der Leitha – schwer verwüstet worden war, wieder aufzubauen und erneut zu befestigen. Konrad besaß dort auch ein einträgliches Mautrecht.

### Burg Rosenau
Die im Waldviertel gelegene Wasserburg Rosenau, von der heute nur noch ein Wall vorhanden ist, befand sich etwa drei Kilometer von der heutigen gleichnamigen Katastralgemeinde und dem ab 1593 errichteten Schloss Rosenau in der Stadtgemeinde Zwettl. Sie geht auf die Herren von Kuenring zurück, die entscheidend zur Rodung und Besiedelung dieses Raumes beitrugen, und wird erstmals 1194 im Besitz von Konrads Urgroßvater Hadmar II. von Kuenring genannt. Diese Burg kam als Heiratsgut der Mutter Konrads, Euphemia von Kuenring, an die Pottendorfer und wurde von den Brüdern Heinrich, Konrad und Siboto um 1287 mit ihrem Vetter, Leutold I. von Kuenring, Oberster Schenk von Österreich, Herr zu Dürnstein, Weitra etc. gegen dessen Burg und Herrschaft Kirchschlag getauscht.

### Burg Kirchschlag

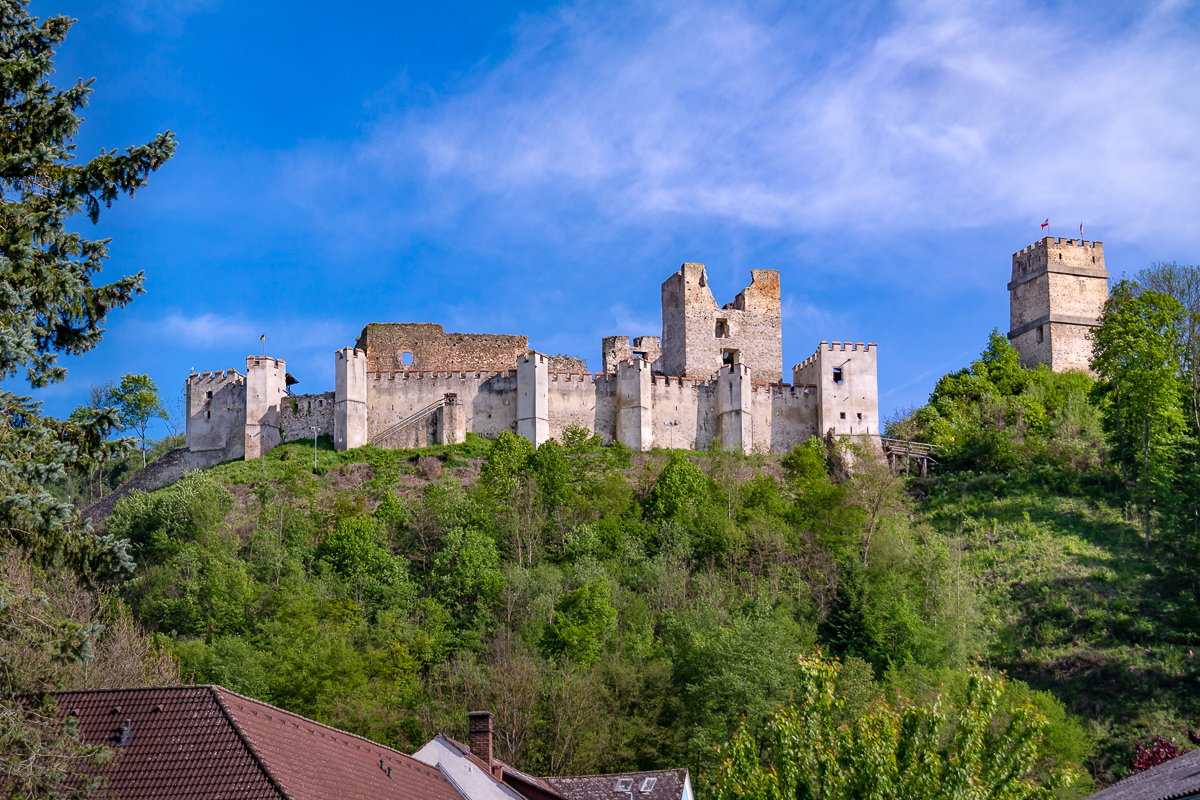
Burgruine Kirchschlag in der Buckligen Welt

Die Burg Kirchschlag diente einerseits als wichtige Grenzburg gegen Ungarn und anderseits zur Sicherung der an ihr vorbeiführende Straße von Aspang über Schloss Krumbach nach der heute noch im mittleren Burgenland bestehenden Burg Lockenhaus.
Sie ist heute eine bedeutende Ruine in der gleichnamigen Stadtgemeinde in der Buckligen Welt ganz im Süden von Niederösterreich. Erstmals urkundlich erwähnt wird die Burg 1252 in den Kämpfen mit ungarischen Soldaten unter König Béla IV. von Ungarn, die die Burg 1254 eroberten, worauf sie an die Grafen von Güssing fiel.
Eine familiäre Beziehung Konrads zu früheren Besitzern lässt sich bis zu Herrand I. von Wildon zurückführen, der vermutlich um 1180 die Burg Kirchschlag auf Rodungsgebiet errichteten ließ, denn durch die um 1240 erfolgte Heirat Gertruds von Wildon mit Albero IV. von Kuenring-Dürnstein (* ~1210/15, † 8. Jänner 1260) kam die Burg in den Besitz der Familie der Mutter Konrads, Euphemia von Kuenring.
Im Jahre 1287 vertauschte Konrad II. von Pottendorf mit seinen Brüdern Heinrich und Siboto von Pottendorf die Burg Rosenau, die zum Heiratsgut der Gemahlin Konrads – Euphemias von Kuenring – zählte, mit deren Vetter, Leutold von Kuenring, gegen dessen Burg und Herrschaft Kirchschlag mit allem Zubehör. 1304 gehörte ihm Kirchschlag als freies Eigen allein. Er nahm jedoch 1309 am Ministerialenaufstand gegen Herzog Friedrich den Schönen teil, was dazu führte, dass er wieder in Lehensabhängigkeit geriet.

### Burg Hernstein
Auch zu den Erbauern der Burg Herrenstein hatte Konrad II. familiäre Beziehungen. Dies, da der In einer Urkunde des Stiftes Göttweig aus dem Jahre 1125 erwähnte „nobilis Reginoldus de Herrandistein“ ein Sohn des Herrand von Falkenstein war, der vermutlich zu Beginn des 12. Jahrhunderts die kleine romanische Burg erbaute und ihr auch seinen Namen gab. Aus der Familie der Falkensteiner, die ein altes und angesehenes Geschlecht aus Oberbayern waren, stammte nämlich Konrads mütterliche Großmutter, Adelheid von Gräfin von Falkenstein.
Adelheids Onkel Kuno Graf von Falkenstein verkaufte die Herrschaft 1245 an den Bischof von Freising. Als Bischof Konrad um 1265 auf Hernstein einen Verwalter einsetzte, bemächtigte sich Euphemia von Pottendorf, als Erbin ihrer Mutter Adelheid der Burg. Trotz klarer Rechtslage und eifrigen Prozessierens der Freisinger behielten sie die Pottendorfer bis 1380. Damals kaufte Herzog Albrecht III die Herrschaft, die er in der Folge von Pflegern verwalten ließ.

## Ehen und Nachkommen

### Ehen

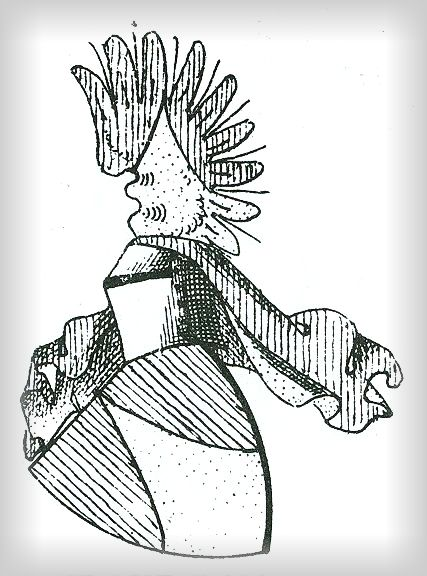
Wappen der Herren von Goldegg

Konrad II. von Pottendorf heiratete in erster Ehe um 1260/65 eine Frau namens Katharina, deren Familiennamen nicht überliefert ist. Nach Karl Bednar war sie möglicherweise eine Schwester des Albert II. Stuchs von Trauttmannsdorf, da in einer Verkaufsurkunde vom 30. November 1308 Konrad I. und seine Brüder Heinrich I. und Siboto I. von Pottendorf als dessen Spitzenzeugen und Siegler auftreten, und in einer etwas früheren Urkunde diese drei Brüder von Pottendorf als Zeugen unmittelbar nach Albrecht II. dem Stüchsen von Trauttmansdorf auftreten. Dieser enge Zusammenhang dürfte auf einer ehelichen Verbindung Konrads mit einer Schwester von Albrecht II. Stuchs beruhen. Dafür spricht auch, dass der älteste Sohn Konrads Alber (Albrecht) genannt wurde und damit vermutlich den Namen des Mutterbruders erhalten hat.
Konrad heiratete in zweiter Ehe vor 1299 Hedwig von Goldegg, (cl. 1320–1328) eine Tochter des Otto V. Herren von Goldegg cl. 1270, † 26. Januar 1301, begr. Stift St. Peter in Salzburg, der aus einem wichtigen Ministerialengeschlecht im Gebiet des Erzbistums Salzburg stammte u. d. Elisabeth von Stubenberg, eine Tochter des Wulfing Herrn von Stubenberg auf Kapfenberg etc., Landrichter in Steiermark, († 1280 ) – der aus der wohl einflussreichsten Herrenstandsfamilie der Steiermark stammte – und der Elisabeth Gräfin von Ortenburg († nach 1287).

### Nachkommen
Die Liste folgt der Darstellung in den Europäischen Stammtafeln.
Aus 1. Ehe:
1. Alber (Albrecht) II. von Pottendorf, cl. 1307–1324, ⚭ v. 6. Dezember 1312 Elisabeth Herrin von Maissau, T. v. Stephan I. Herr von Maissau u. d. Margareta Herrin von Neuhaus
  1. Elisabeth von Pottendorf, cl. 1342, ⚭ v. 1325 Paul I. Graf von Mattersdorf-Forchtenstein Herr zu Mattersdorf (Nagymartón) und Bajot, Herr zu Forchtenstein (Fraknó), 1321 zu Széleskút (Breitenstein im Kom. Sopron), 1328–1349 Judex curiae, abgesetzt, 1346 Botschafter am Hof der Päpste zu Avignon, (cl. 1301, † 1349/51)
    1. Agnes Gräfin von Mattersdorf cl. 1339/64, ⚭ Peter I. Graf von St. Georgen und Bösing zu Szentgyörgy und Eberhard, Kommandant zu Pressburg, (cl. 1308–1365, 1367†)
    2. Anna Gräfin von Mattersdorf (cl. 1340–1353, 1360 †) ⚭ 1340. Albero V. von Puchheim, (cl. 1331, † nach 24. September 1383)[51]
2. Bartholomäus von Pottendorf, cl. 1323, Theologe
3. Euphemia von Pottendorf cl. 1338, † 13. März 1350[52] ⚭ v. 24. Februar 1331 Rudolf Herr von Stadeck † v. 6. Dezember 1338 (k. d. N)

Aus 2. Ehe
1. Konrad III. von Pottendorf zu Ebenfurt und Kirchschlag, (cl. 1322, † nach 1350) ⚭ I. vor 1327 Katharina von Polheim, Schwester von Hadmar und Friedrich Herren von Polheim, ⚭ II. Agnes von Rauhenstein, cl. 1344, Schwester von Alber und Hartneid von Rauhenstein.
  1. Albrecht von Pottendorf, Stammvater des Zweiges zu Ebenfurt, † um 1394, ⚭ I. Anna Herrin von Pettau, & 2. Maria Gräfin von Hardegg
  2. Heinrich von Pottendorf, † um 1388, ⚭ Anna von Pillichsdorf
  3. Friedrich von Pottendorf, † nach 1392, ⚭ I. Dorothea von Pergau, ⚭ II. Margarethe Gräfin von St. Georgen und Bösing,[53] ⚭ III. Elisabeth von Eckartsau
  4. Agnes von Pottendorf ⚭ I. Peter von Ebersdorf, ⚭ II. Johann von Cheya
  5. Konrad IV. von Pottendorf, Stammvater des Zweiges zu Kirchschlag, † um 1396. ⚭ Elisabeth von Walsee
2. Friedrich von Pottendorf, (cl. 1329–1335) ⚭ vor 1330 Elisabeth Ne
  1. Heinrich von Pottendorf, ( 1360 †)
3. Otto von Pottendorf, (cl. 1329/30)
4. Adelheid von Pottendorf (1329/1330)
5. Margarethe von Pottendorf cl. 1329/30
6. Heinrich von Pottendorf († 12. April 1321/1322), begr. Wien, Minoritenkirche in Wien
7. Gertrud von Pottendorf cl. 1330, ⚭ Ludwig von Porcia
8. Katharina von Pottendorf cl. 1330, ⚭ Heinrich von Herr von Stubenberg auf St. Peter, Höflein und Schladming, Schenk im Herzogtum Steiermark, † 22. November 1315 (k. Ki.)[54]
9. Elisabeth von Pottendorf[55] ⚭ Pilgrim von Puchheim.